# Ciberataque a Sony Pictures de 2014
El ciberataque a Sony Pictures de 2014 fue un ataque informático sucedido el 24 de noviembre de 2014

## Desarrollo
Incluso antes de que Corea del Norte comenzara a emitir sus amenazas, los jefes de Sony estaban preocupados por las consecuencias del estreno de The Interview. A tenor de algunas filtraciones ocurridas tras el hackeo, pareciera que el CEO de la corporación japonesa de Sony, Kazuo Hirai, inquieto ante una posible respuesta de Pionyang, insistió en que los cineastas "suavizaran" una escena sobre la muerte de Kim, rebajando el sangriento primer plano en el que la cabeza del líder norcoreano explota.
Tres días antes, los altos ejecutivos, su presidenta, Amy Pascal, y Michael Lynton, consejero delegado de la compañía, habían recibido la primera amenaza directa de los piratas informáticos. «Queremos una compensación económica. Paguen el daño causado o Sony será bombardeado». El estudio empezó a sospechar que detrás de aquellas coacciones podía estar Corea del Norte. Hacía meses que el régimen asiático había reconocido el film de acto de guerra y de terrorismo gratuito.

### Consecuencias
Fue el mayor ataque sufrido por una empresa de Estados Unidos, paralizó los sistemas informáticos de la compañía, y derivó en grandes filtraciones de datos, de registros financieros y de correos electrónicos privados de ejecutivos de Hollywood.
Fue hackeado un paquete de información que, según informa la revista The Hollywood Reporter, contiene más de 12.000 correos electrónicos de la cuenta de Michael Lynton, presidente del estudio.
Por otro lado, se filtraron innumerables datos y revelaciones inéditas de la industria hollywoodense. En cuanto a daños económicos, diversos analistas realizaron sus proyecciones respecto a cómo se ha visto afectada la compañía desde el hackeo a su sitio web, tanto por la caída de sus acciones en la bolsa como por el dinero perdido en relación con los costos de producción del perdido film, estimándose pérdidas de hasta $ 200 millones, y la compañía puede sufrir demandas por parte de los actores por no saber proteger bien sus datos.
Casi un mes después, Corea del Norte sufrió un misterioso ciber-apagón, durante 9 horas el 23 de diciembre.

## Dudas
Hay expertos que aseguran que los responsables del ciberataque a la compañía cinematográfica habrían sido exempleados, y no Corea del Norte[cita requerida].
"No podemos encontrar ninguna indicación de que Corea del Norte haya ordenado, planeado o financiado este ataque", dijo Kurt Stammberger, vicepresidente senior de Nord Corp., al L.A. Times.

## Reacciones
Barack Obama declaró que Norcorea comete un error en cuanto al hackeo y le llamó crimen; así como también afirmar que incluiría a Corea del Norte en la lista de países que promueve el terrorismo.
Tras estos conflictos de orden virtual, Pionyang amenazó de “guerra” a Washington, pero por otro lado, aseguró querer colaborar en esta investigación.
En cuanto a la propia Sony Pictures, esta declaró:

"No nos hemos dado por vencidos ni nos echamos para atrás. Creo que la parte desafortunado es…el Presidente, la prensa y el público está equivocado sobre lo que pasó. Nosotros no somos dueños de los cines. No podemos decidir qué será proyectado en los complejos de cine." (Michael Lynton, CEO de Sony)